# Китмар
Ки́тмар — река в России, протекает в Кстовском и Лысковском районах Нижегородской области. Устье реки находится в 2155 км по правому берегу реки Волга. Длина реки составляет 30 км, площадь водосборного бассейна 99,4 км².
Исток реки у деревень Высоково и Прокошевка в 12 км к юго-западу от села Работки. Течёт на северо-восток, протекает деревни и сёла Большое Лебедево, Чернышиха, Ачапное, Ташлыково, Лыткино, Кисловка, Саревка, Покровка, Елевка, Черемиска, Окинино. Запруда на реке в селе Ташлыково. Впадает в Волгу у деревни Юркино.
Ручей от истока реки до её расширения (у деревни Большое Лебедево) жители окрестных деревень (Прокошевка, Высоково, Коровино, Крутец) в устной речи называют «Гладкий».

## Данные водного реестра
По данным государственного водного реестра России относится к Верхневолжскому бассейновому округу, водохозяйственный участок реки — Волга от устья реки Ока до Чебоксарского гидроузла (Чебоксарское водохранилище), без рек Сура и Ветлуга, речной подбассейн реки — Волга от впадения Оки до Куйбышевского водохранилища (без бассейна Суры). Речной бассейн реки — (Верхняя) Волга до Куйбышевского водохранилища (без бассейна Оки).
Код объекта в государственном водном реестре — 08010400312110000034431.